# Franciscus Josephus Hoppenbrouwers
Franciscus Josephus Hoppenbrouwers (Breda, 1789 – aldaar, 1858) was een Nederlandse schrijver, dichter en rechter.

## Leven
Hij werd als tweede zoon van leerhandelaar Henricus Hoppenbrouwers en Anna Maria Plancken op 6 februari 1789 gedoopt in de katholieke schuilkerk aan de Nieuwstraat te Breda. Hij studeerde rechten aan het Atheneum Illustre te Amsterdam en promoveerde vervolgens aan de Universiteit Leiden. Na enige tijd als advocaat gewerkt te hebben werd hij in 1813 benoemd als rechter in de Bredase rechtbank van eerste aanleg. In 1838 werd hij tijdens een hoorzitting beschuldigd van seksueel misbruik. Hij vocht deze beschuldiging gedurende twee jaar aan. Volgens eigen zeggen had hij zich met een van prostitutie verdacht meisje in een kamer teruggetrokken om haar te vermanen geen contact meer te onderhouden met de zoon van een Amsterdamse vriend. De beschuldigingen zouden alleen maar een excuus zijn geweest om van hem af te komen, aangezien zijn collega's er moeite mee hadden dat hij opkwam voor het katholicisme. Hoppenbrouwers moest uiteindelijk zijn strijd opgeven en accepteerde zijn ontslag.

## Katholiek activist
Hoppenbrouwers was een fanatiek katholiek activist. Gedurende zijn leven heeft hij zich als vertaler van katholieke propagandistische werken ingezet om de 'onbestaanbaarheid van het protestantisme' en de 'onwrikbaarheid der grondslagen van het catholocismus' te laten zien, aldus Hoppenbrouwers. Hij had een grote belangstelling voor het katholieke culturele verleden, de katholieke kunst en de literatuur uit vroegere tijden. Deze kon volgens hem een middel vormen in de verbreiding van het geloof en moest om die reden opnieuw bekend worden gemaakt. Hoppenbrouwers vertaalde en schreef zelf een aantal werken waarin het katholicisme centraal stond:
- Godsdienstig handboek voor nadenkende en welgezinde katholijke christenen, 1818
- Vondels Altaargeheimenissen, op nieuw uitgeg. met ophelderende noten en toelichtende aantekeningen, 1825
- Geschiedkundige schets der stichting en voortduring van het Beggijnhof te Breda, 1833
- Eene catholijke Nederlandsche stem, bij de tegenwoordige godsdienstwoelingen in ons vaderland, 1834
- Reizen eens Ierschen Edelmans om eene Godsdienst te zoeken, 1835 (origineel: Thomas Moore, Travels of an Irish Gentleman in Search of a Religion)
- De plegtige inwijding der St. Antonius-kerk te Breda, 1838

Tevens was Hoppenbrouwers in zijn vrije tijd dichter. Vele van zijn gedichten werden gepubliceerd in het blad De Christelijke Mentor, waarvan hij medewerker was.